# Agallia planus
Agallia planus är en insektsart som beskrevs av Butler 1877. Agallia planus ingår i släktet Agallia och familjen dvärgstritar. Inga underarter finns listade i Catalogue of Life.